# Cill Rónáin
Cill Rónáin - Kościół Ronana (ang. Kilronan) – główna miejscowość na wyspie Inis Mór, jednej z wysp Aran, u wybrzeży hrabstwa Galway na zachodnim wybrzeżu Irlandii. Według danych z 2002 roku osada liczyła 270 mieszkańców. Większość populacji posługuje się językiem irlandzkim. Rozwinięte rybołówstwo. Można tu się dostać promem przypływającym z Doolin lub Rossaveal.